# Mémorial de Verdun
Mémorial de Verdun je muzeum a památník věnovaný bitvě u Verdunu, které se nachází v obci Fleury-devant-Douaumont.

## Historie
V roce 1951 byl vytvořen Národní výbor pro vzpomínku na Verdun (CNSV), jehož prezidentem byl Maurice Genevoix, dlouholetý tajemník Francouzské akademie a válečný veterán z první světové války. Dne 23. října 1960 dal podnět ke stavbě památníku, který slavnostně odhalil 17. září 1967 André Duvillard, ministr pro záležitosti veteránů. Muzeum se nachází asi šest kilometrů severovýchodně od Verdunu.

## Renovace a znovuotevření
Od roku 2013 do února 2016 bylo muzeum uzavřeno z důvodu rekonstrukce. Muzeum znovu otevřelo své brány pro veřejnost 22. února 2016 u příležitosti 100. výročí bitvy u Verdunu.
Znovuotevřené muzeum se stalo 29. května 2016 centrem připomínky 100. výročí bitvy u Verdunu, které se zúčastnil francouzský prezident François Hollande a německá kancléřka Angela Merkelová.

## Exponáty
Exponáty jsou rozděleny do několika tematických okruhů.
Výstava mimo jiné ukazuje:
- Berliet CBA: francouzský nákladní automobil
- Fokker E.III: německý stíhací letoun z roku 1916
- Nieuport 11: francouzský stíhací letoun z roku 1916